# Algebra
Algebra [algébra] in [álgebra] (arabsko جبر, Al-džebr, dobesedno »združevanje razbitih delov«) je matematična disciplina, ki se, podobno kot geometrija, matematična analiza in teorija števil, šteje za bistveno nit preučevanja matematike. Algebra je sprva bila posvojena v latinščini iz arabskega jezika. V španskem jeziku ima še vedno pomen kirurškega posega, matematična uporaba izraza je nastala kasneje in prerastla prvotni pomen. Algebra je študij uporabe matematičnih simbolov in hkrati veda o pravilih, ki veljajo pri uporabi oziroma manipulaciji teh simbolov. V grobem je algebra reševanje enačb, algebrskih enačb oziroma sistemov algebrskih enačb. Za rešljivost nekaterih enačb so postale pomembne tudi množice števil in preučevanje množic števil, ki lahko rešijo enačbo. Danes študij algebre vključuje tudi študij operacij najbolj splošnih oblik, pri čemer elementi niso nujno števila, saj pravila manipulacije s enačbami postajajo način ugotavljanja splošnejših pravil. Tako lahko razmerja med različnimi spremenljivkami in konstantami ugotavljamo na najbolj splošni ravni. K algebri spadajo tudi pojmi, kot so grupa, kolobar in obseg.
V 9. stoletju je perzijski učenjak Mohamed ibn Musa al-Hvarizmi napisal matematično knjigo z naslovom Al-džebr va almukabala, kar so prevedli kot Razširjanje in primerjanje. Iz antike so pomembna predvsem dela matematika Diofanta. V knjigi Aritmetika je zelo sistematično obdelal reševanje enačb. Najpomembnejše srednjeveško delo na področju algebre je ustvaril Leonardo iz Pise, imenovan tudi Fibonacci, gre za Liber abaci (Knjiga o računstvu; Knjiga o abaku). Ta knjiga je pomembna tudi za uvedbo desetiškega sistema v Evropi. Za uvedbo abstraktne algebre, modernega uvajanja občih števil v enačbe, je najbolj zaslužen François Viète, pravnik in matematik, ki je 1591 izdal knjigo Uvod v analitično umetnost. Pomemben je tudi srednjeveški matematik Omar Hajam. Elementarna algebra je bistvena v matematiki, naravoslovju in inženirstvu, pa tudi pri specializirani uporabi, npr. v ekonomiji in medicini. Abstraktna algebra je po drugi strani pomembno področje višje matematike.
Enačba je sestavljena iz dveh računskih izrazov povezanih z enačajem. Ker so vrednosti na obeh straneh identične, je potek odvisen od sklepanja in izločanja nepotrebnih informacij o razmejih med neznanim številom in konstantami, o katerih vemo dovolj. Tako je E=mc2 izraz, kjer je c konstanta, E in m pa sta variabilni števili, ki sta zaradi narave enačbe med seboj odvisni.

## Zgodovina moderne algebre
Italijanski matematik Gerolamo Cardano je objavil rešitve kvadratnih in kubičnih enačb v knjigi Ars Magna leta 1545.
François Viète in njegovo delo na novi algebri ob koncu 16.stoletja je bilo pomemben korak proti moderni algebri. Leta 1637 René Descartes objavi La Géométrie, pri čemer izumi analitično geometrijo in tako uvede moderno algebraično označevanje. Podobno ključen korak naprej je bil razvoj, ki so ga bile deležne kvadratne in kubične enačbe takrat stoletje nazaj. Zamisel determinante je razvil japonski matematik Takakazu Šinsuke Seki v 17. stoletju, neodvisno pa mu je sledil Gottfried Leibniz deset let kasneje, ki je razreševal sistem večkratnih linearnih enačb s pomočjo matric. Omeniti je treba tudi Gabriela Cramerja. Joseph-Louis Lagrange je preučeval permutacije pri reševanju algebrskih enačb leta 1770, Paolo Ruffini pa je prvi razvil permutacijske grupe.
Na podlagi tega je nastala abstraktna algebra v 19. stoletju, to pa je podlaga za teorijo algebrskega dela, ki se je širila tako na uporabo pri vektorjih v tridimenzionalnem prostoru in matricah (nekomutativna algebra).

## Področja matematike z imenom algebra v svojem imenu

### Elementarna algebra

#### Elementarno učenje
Učitelji praviloma učijo elementarna pravila algebre učencem, ki poznajo samo osnove aritmetike in se tako učijo bistvenih zakonitosti tudi algebre. Učitelj to počne lažje, saj računski izraz, ki velja pri aritmetiki in simboli, ki označujejo te operacije, veljajo tudi pri algebri, pojavijo pa se simboli, ki nadomeščajo števila. 
- Algebra dovoli najbolj splošno izrabo aritmetični zakonov (Recimo, da velja a + b = b + a za vse a in b), in tako zna biti prvi korak k sistematični izrabi realnih števil.
- dovoli označevanje neznanih števil, oblikovanje enačb in nauk o tem, kako se to enačbo da rešiti. (Tako naložimo rešitev enačbe 3x + 1 = 10 ali pa gremo še dlje in hočemo rešitev x, da velja za x, da je ax + b = c. Ti koraki vodijo k sklepu, da ni narava določenih števil, ki nam pomaga pri rešitvi, ampak izraba matematični operacij, ki jih imamo na voljo.)
- Algebra tudi prinese formulacijo razmeja izraženega v funkciji, grafu, in tako pokaže nek izraz, ki ga aritmetika ni poznala. (na primer "Če prodaš x sendvičev, bo tvoj dobiček 3x − 10 evrov, ali f(x) = 3x − 10, kjer je f funkcija in x število, ki funkcijo ustavi na izračunanem dobičku.

#### Polinomi
Polinom je računski izraz seštevka končnih koeficientov, ki ne smejo biti enaki 0, s tem da vsak člen sestavlja produkt kostante in končnega števila variabilnih števil, dvignjene na potenco celega števila. Na primer polinom, tu kvadratna enačba, lahko izgleda kot x2 + 2x − 3, variabilno število je x, ker je najvišja potenca na x 2, se reče takemu izrazu polinom druge stopnje. Polinomski izraz je prav tako izraz, ki se lahko izrazi kot polinom z uporabo operacij algebre. Tako je lahko (x − 1)(x + 3) tudi polinomni izraz, četudi pa to ni polinom, a oba izraza prikazujeta isto polinomno funkcijo.
Polinomi lahko predstavljajo tudi drugačne izzive, ko je potrebno, ko se polinomi množijo ali faktorizirajo in se tako ugotavljajo ničle polinomske funkcije. Ničla bi tako bila x={+1,-3}.

### Abstraktna algebra
Abstraktna algebra se ukvarja z algebrskimi strukturami kot so: grupoidi, kolobarji, obsegi, moduli, vektorski prostori in algebre.

### Linearna algebra
Linearna algebra se ukvarja s proučevanjem vektorjev, vektorskih prostorov (ali linearnih prostorov), linearnih transformacij in sistemov linearnih enačb. 

### Boolova algebra
Boolova algebra temelji na načelih matematične logike. Predstavlja študijo operacij, ki se izvajajo na spremenljivkah z eno od dveh možnih vrednosti (ničla - 0 (false) in enica - 1 (true).

### Komutativna algebra
Komutativna algebra zajema študij komutativnih kolobarjev.